# SMS G 169
G 169 – niemiecki niszczyciel z okresu I wojny światowej. Złomowany w 1922 roku.